# Nikola Malešević
Nikola Malešević srpski rukometaš, rodjen u Prokuplju 17. Juna. 1975, prve rukometne korake načinio u svom matičnom klubu RK Topličanin odakle se sa 17 godina (1993) uputio u profesionalne vode i potpisao u RK Sintelon iz Bačke Palanke u kome je proveo punih sedam sezona.Kao omladinac, a kasnije standardni prvotimac bio je jedan od glavnih aktera u usponu RK Sintelona, u to vreme jednog od najpopularnijih rukometnih sredina na Balkanu. Igre u klubu, domacem prvenstvu kao i učesniku Evropskih kupova  su mu otvorile vrata prvo juniorskog, a zatim i seniorskog nacionalnog tima tadasnje Jugoslavije (kasnije Srbije i Crne Gore). 2000 je napustio RK Sintelon i otisao u Italiju gde je proveo jednu sezonu igrajuci za prvoligaša HC Ancona iz istoimenog grada.
Nakon kratkoročnog boravka u Italiji uputio se u Francusku gde je proveo punih 13 sezona igrajuci u vise klubova : HC Villneuve d’Ascq (Lille), Selestat HB, USAM Nimes, Grand Nancy HB i Epinal HB gde je i završio profesionalnu igračku karijeru.
Igre u Francuskoj su bile preporuka za poziv od Rukometne Federacije Bosne i Hercegovine za koju je nastupao od 2004 do 2009 godine kao standerdni reprezentativac.
Pri kraju karijere je nastavio školovanje najpre u Nisu na Fakultetu za fizičku kulturu i sport ,a zatim u Francuskoj radi što boljeg osposobljavanja za trenerski poziv kojim se danas bavi.
Trenutno selektor muske rukometne reprezentacije Luxemburga i cluba Dudlanz iz istoimenog grada do juna 2018 (2 godine) je bio i prvi selektor novo osnovane zenske reprezentacije Luxemburga.

## Obrazovanje
- 2018 : Master Coach Licenca – Maison du Handball – Creteil, (FR)
- 2016 : Diploma visoko stukovnih studija  za razvoj performansi u profesionalnom sportu  Ministarstva Omladine i sporta (Odsek rukomet) – Institut za Sport (INSEP) – Pariz (FR)
- 2016 : Diploma Federalnog trenera (A Licenca) – Pariz (FR)
- 2014 : Diploma Inter – Regionalnog trenera (B Licenca) – Lion (FR)
- 2011 : Diploma 2. Stepena studija Fizicke kulture (skolskih, vanskolskih aktivnosti) i kolektivnih sportova – CREPS Lorraine – Nancy (FR)
- 2009 : Diploma operativnog trenera u rukometu – Fakultet za fizicku kulturu i sport – Nis (SRB)
- 1994 : Diploma srednjeg obrazovanja – Prirodno matematicki smer – Gimnazija 20. Oktobar – Backa Palanka (SRB)

## Igračka karijera
Od 1994 do 2010 : Reprezentativna karijera
- 2004 do 2009 : Seniorski nacionalni tim Bosne i Hercegovine
- 1996 do 1998 : Seniorki nacionalni tim Jugoslavije
- 1994 do 1996 : Juniorski nacionalni tim Jugoslavije
- 1995 : Osvajač 5. Mesta na svetskom juniorskom prvenstvu u Argentini

    Od 1993 do 2015 : Profesionalna klubska karijera
- 2013 do 2015 : Epinal Handball (3. Liga)[3]
- 2012 do 2013 : HC Berchem – Luxembourg (1 Liga)[1]
- 2009 do 2012 : Grand Nancy HB (2.Liga)
- 2006 do 2009 : USAM Nîmes Gard  (1. Liga) (1/2 finalista Kupa Lige)
- 2004 do 2006 : SC Sélestat Handball (1. Liga)
- 2002 do 2004 : HBCV Lille (2. Liga)
- 2000 do 2001 : HB Ancona – Italija (1. Liga)
- 1993 do 2000 : Rukomentni Klub SINTELON Backa Palanka (Yougoslavie)
- 1994 do 1999 : 5 Vice sampion Jugoslavije
- 1997 : ½ Finalista Celendz Kupa Evrope
- ü 1998 : Osvajac kupa Jugoslavije

## Trenerska karijera
Od 2004
- Od Jula 2018 : Selektor muske rukometne reprezentacije Luxemburga[2]
- Januar 2019 : Kvalifikacije za Euro 2022 (1. Faza)
- Od 2016 : Sef strucnog staba i Trener muske ekipe Rukometnog kluba Dudlanz
- 2018 – 19 : Ucesnik EHF Challenge CUP
- 2016 – 17 : 1/4 Finalista EHF Challenge CUP
- 2016 do 2018 : Trener zenske rukometne reprezentacije Luxemburga
- 2015 do 2016 : Sef strucnog staba i Trener zenske ekipe Rukometnog kluba Dudlanz 2016 : Ucesnik  Kup EHF
- 2016 : Osvajac kupa Luxemburga
- 2016 : Sampion Luxemburga
- 2013 do 2015 : Pomocni trener – Epinal Handball
- 2013 do 2015 : Povremeni trener u regionalnom trenaznom centru - Lorrain
- 2012 do 2013 : Trener Juniorske ekipe – Berchem (LUX)
- 2006 do 2009 : Pomocni trener kadetske ekipe  - USAM Nîmes
- 2004 do 2006 : Trener mladjih kategorija do 12 godina - Selestat.